# Ніобрара (формація)

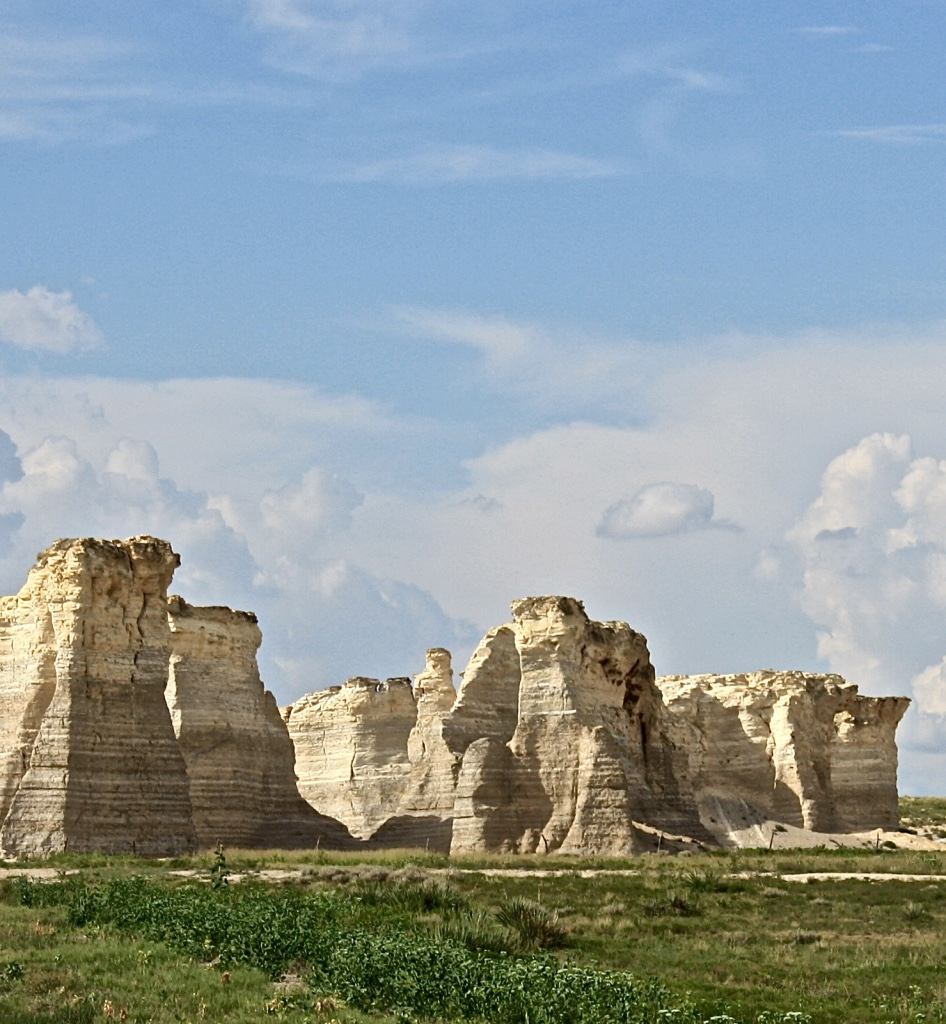
Монумент Рокс, Смокі Хілл Халк

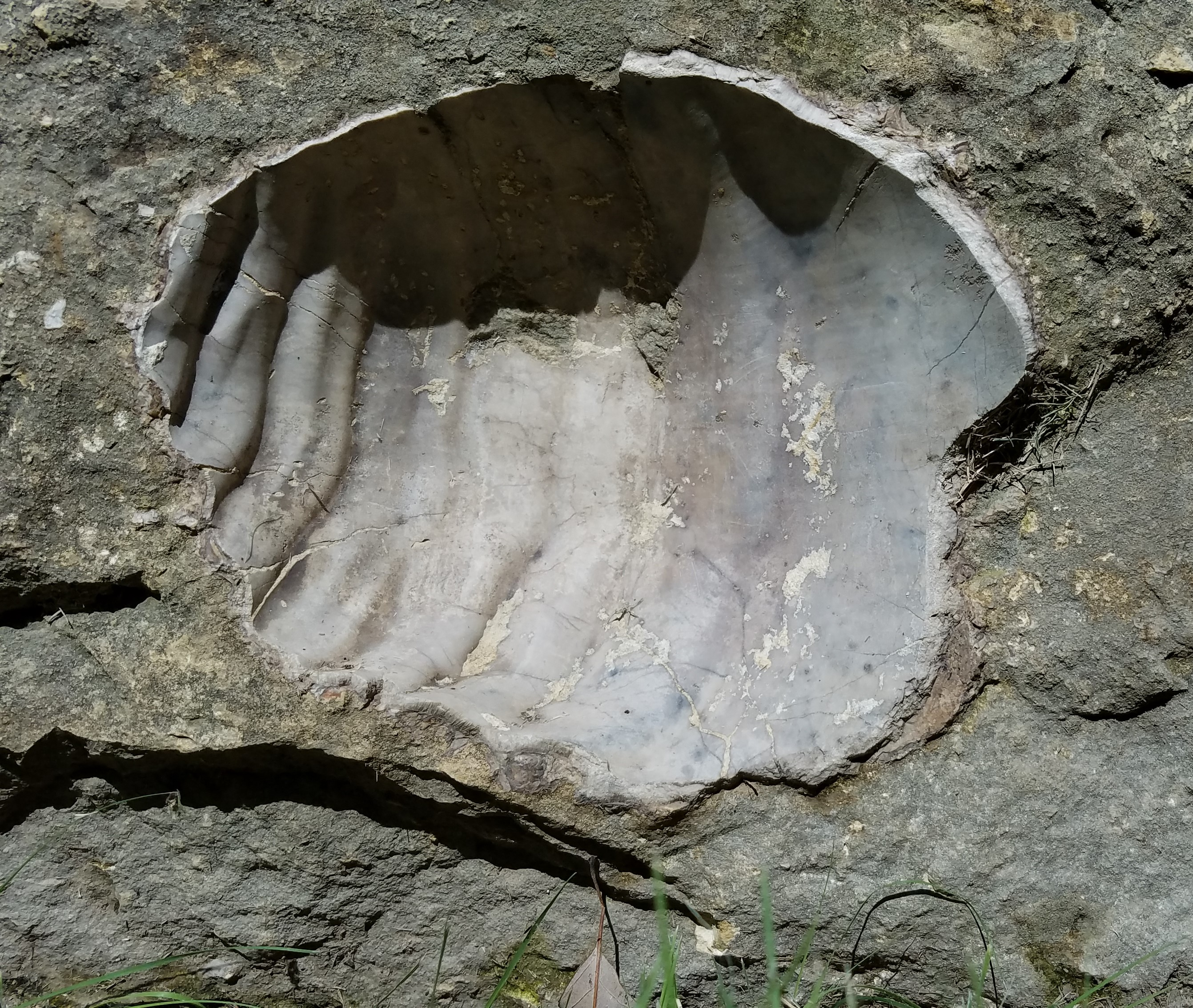
Cremnoceramus deformis є покажчиком скам'янілостей вапнякової частини Форт-Хейс.

42°44′49″ пн. ш. 98°02′23″ зх. д. / 42.746912° пн. ш. 98.0398029° зх. д.
Формація Ніобрара (англ. Niobrara Formation) — геологічна формація в Північній Америці, яка утворилася між 87 і 82 млн років тому під час коньякського, сантонського та кампанського етапів пізньої крейди. Складається з двох структурних одиниць: Смокі-Хілл Чалк, що перекриває Форт-Хейс Чалк. Крейда утворилася внаслідок накопичення коколітів з мікроорганізмів, що мешкали в тому місці, що колись було Західним внутрішнім морем, внутрішнім морем, яке розділяло континент Північної Америки протягом більшої частини крейдяного періоду. Він лежить в основі більшої частини Великих рівнин США та Канади. Докази життя хребетних є загальними у всій формації та включають зразки плезіозаврів, мозазаврів, птерозаврів та кількох примітивних водних птахів. Типовим місцем розташування формації Ніобрара є річка Ніобрара в окрузі Нокс на північному сході Небраски. Утворення дає назву циклу Ніобрара Західного внутрішнього моря.

## Історія дослідження
Ніобрара Чалк була зареєстрована в 1857 році та названа в 1862 році Філдінгм Міком і Фердинандом Гейденом. Вперше вона була досліджена під час експедиції під керівництвом Отніеля Чарльза Марша з Єльського університету в 1870 році. Ця та наступні експедиції в цей район у 1871 та 1872 роках дали перші з багатьох викопних рештків хребетних. Розкопки тривали протягом наступних років до 1879 року під керівництвом професійних колекціонерів скам'янілостей, таких як Бенджамін Мадж і Семюель Віллістон, призначені Маршем.
Відтоді Ніобрара Чалк постійно досліджується, зразки були знайдені Г. Т. Мартіном з Канзаського університету та Джорджем Ф. Стернбергом, сином відомого колекціонера скам'янілостей Чарльза Стернберга. Значна частина найкращого матеріалу з формації виставлена в Музеї природної історії Стернберга в місті Гейс, штат Канзас.